# Maren Piske
Maren Piske (* 5. November 1938 in Wilster) ist eine deutsche Politikerin der SPD und ehemalige Abgeordnete  der Hamburgischen Bürgerschaft.

## Leben und Politik
Maren Piske  ist Steuerberaterin und ist verheiratet mit dem Maler und  Bezirksabgeordneten Hubert Piske. Sie hat zwei Kinder.
Sie  trat 1968 in die SPD ein. Ab 1974 war sie Landesdelegierte, Kreisvorstandsmitglied und  Landesvorstandsmitglied der „Arbeitsgemeinschaft sozialdemokratischer Frauen“. Sie war von 1985 bis 1991 Mitglied im Kreisvorstand der SPD Hamburg-Mitte.
Sie war ab 1991 bis 1998 Mitglied der Hamburgischen Bürgerschaft. Sie saß für ihre Fraktion unter anderem im Gesundheitsausschuss, Umweltausschuss sowie im Ausschuss für Hafen, Wirtschaft und Landwirtschaft. Weitere Schwerpunkte ihrer politischen Arbeit sah sie in der Drogenpolitik und im Tier- und Landschaftsschutz.